# Luckauischer Kreis
Der Luckauische Kreis, auch Luckauer Kreis war ein Kreis in der böhmisch-sächsischen Niederlausitz, der sich im 15. Jahrhundert herausbildete und in diesem Zuschnitt bis 1816 existierte. Hauptort des Kreises war die Stadt Luckau. Das ehemalige Kreisgebiet ist heute verteilt auf die brandenburgischen Landkreise Dahme-Spreewald, Elbe-Elster, Teltow-Fläming und Oberspreewald-Lausitz. In der Kreisreform von 1816 wurde der Kreis neu zugeschnitten, und diverse Enklaven benachbarter Kreise im Luckauischen Kreis und Exklaven des Luckauischen Kreises in anderen Kreisen wurden jeweils den Kreisen zugeordnet, in denen sie lagen. Kreisstadt blieb aber Luckau.

## Geschichte
In der Niederlausitz begann die Herausbildung der Kreise im 14. und 15. Jahrhundert. Sie orientierte sich an der alten Weichbildverfassung, d. h. den Gerichtsbezirken der zur Standschaft berechtigten Städte. 1411 werden folgende Gerichtsbezirke genannt: die Mannen, Ritter und Knechte der Weichbilde Luckau, Calau, Guben, Sommerfeld und in der Krummen Spree. 1444 wird von den Luckauischen, Calauischen und Lübbenischen Weichbild(en) geredet, und 1449 heißt es: in den Gerichten und Pflegen Luckau, Calau und Golßen, in den Gerichten und Pflegen zu Guben und Sommerfeld, in der Krummen Spree.
In diesen Gerichtsbezirken bildeten sich schon früh ritterschaftliche Verbände heraus. Sie waren im Luckauischen nicht sehr stark vertreten, da hier das große Territorium der Stadt Luckau und im Süden die Herrschaft Drehna lagen. Die Herrschaft Golßen hatte sich im Laufe des 16./17. Jahrhunderts in einzelne Rittergüter aufgelöst, die nun zur Ritterschaft zählten. Das Territorium des Luckauischen Kreises war besonders im Osten, Süden und Südwesten sehr stark zersplittert. Im Westen lag die Exklave der wüsten Feldmark Sernow. Wildau gehörte als Enklave zum Amt Dahme des Erzstifts Magdeburg. Im Südwesten ragte das Territorium des Amtes Schlieben bis in die Nähe von Luckau. Zum Amt Schlieben und zum Kurkreis des Kurfürstentums Sachsen gehörte die Enklave Rüdingsdorf. Im Osten des Kreisgebietes lagen einige Enklaven wie Kaden und die etwas größere Enklave Alteno und die Enklaven Willmersdorf und Stöbritz, die zum Kurfürstentum Brandenburg gehörten. Der Ort Kreblitz gehörte teils zur Niederlausitz, teils zum Kurfürstentum Brandenburg. Südöstlich von Luckau lagen die Enklaven Garrenchen und Schlabendorf, und Lichtenau und Tornow des Cottbusischen Kreises des Kurfürstentums Brandenburg. Garrenchen und Schlabendorf waren aber nur im Teilbesitz des Kurfürstentums Brandenburg, der andere Teil gehörte zur Niederlausitz, also zum Luckauischen Kreis. Groß Radden und Klein Radden des Luckauischen Kreises waren durch zwei Exklaven des Calauischen Kreises und des Cottbusischen Kreises ihrerseits zu Exklaven geworden. Auch Lichtenau lag durch eine Cottbusische Exklave getrennt vom übrigen Luckauischen Kreisgebiet. Der Luckauische Kreis war mit 1293 km² flächenmäßig der zweitgrößte der fünf (ursprünglichen) Kreise der Niederlausitz nach dem Gubenischen Kreis, der 1816 in zwei Kreise aufgeteilt wurde.
Im 17. Jahrhundert hatte sich in den Kreisen jeweils eine Kreisverwaltung herausgebildet, die seit 1634 einen Landesältesten und seit 1640 auch Landesdeputierte wählte. In Guben und Luckau wurde je ein Landesältester aus dem Bürgertum gewählt. Nach Römer erhielt im Jahr 1719 ein Landesältester aus dem Ritterstand im Luckauischen, Gubenischen und Calauischen Kreis im Jahr 200 Taler, im Krumspreeischen und Sprembergischen Kreis 260 Taler. Der Landesälteste aus dem Bürgertum der Städte Guben und Luckau erhielt nur 120 Taler.
Die Niederlausitz war 1635 durch den Frieden von Prag an das Kurfürstentum Sachsen gekommen. Sie blieb aber innerhalb des Kurfürstentums eine politische Einheit mit zahlreichen Sonderrechten und einer gewissen Selbstverwaltung. 1790 hatte der Luckauische Kreis 14.687 Einwohner. 1809 hatte der Luckauische Kreis, nun im Königreich Sachsen, schon 20.000 Einwohner. Nach Pölitz bestand der Luckauer Kreis aus der Kreisstadt, drei Herrschaften, vier Landstädten, 62 Rittergütern, 155 Dörfern und 12 Vorwerken.
Mit den Beschlüssen des Wiener Kongresses von 1815 musste das Königreich Sachsen die Niederlausitz an Preußen abtreten.

## Zugehörige Orte
Nach Rudolf Lehmann (Historisches Ortslexikon):
- Altgolßen (Ritterschaft)
- Arenzhain (Amt Dobrilugk)
- Babben (Herrschaft Drehna)
- Beesdau (Ritterschaft)
- Bergen (Herrschaft Drehna)
- Bergheide (bis 1937 Gohra, Amt Dobrilugk)
- Bornsdorf (Ritterschaft)
- Breitenau (Herrschaft Drehna)
- Briesen (Ritterschaft)
- Buchhain (bis 1937 Bukowien, Amt Dobrilugk)
- Cahnsdorf (Kämmereidorf von Luckau)
- Caule (Ritterschaft)
- Craupe (Ritterschaft)
- Crinitz (Ritterschaft)
- Doberlug (bis 1937 Dobrilugk, Amt Dobrilugk)
- Dollenchen (Amt Dobrilugk)
- Drahnsdorf (Ritterschaft)
- Drochow (Amt Dobrilugk)
- Drößig (Amt Dobrilugk),
- Duben (Kämmereidorf von Luckau)
- Dübrichen (Amt Dobrilugk)
- Egsdorf (Ritterschaft)
- Eichholz (Amt Dobrilugk)
- Falkenhain (Ritterschaft)
- Fischwasser (Amt Dobrilugk)
- Frankena (Amt Dobrilugk)
- Frankendorf (Amt Dobrilugk)
- Freesdorf (Amt Dobrilugk),
- Freiwalde (Kämmereidorf von Luckau)
- Fürstlich Drehna (Herrschaft Drehna)
- Gahro (Ritterschaft)
- Garrenchen (anteilig, Ritterschaft und Kurfürstentum Brandenburg)
- Gehren (anteilig, Ritterschaft/Kämmereidorf von Luckau)
- Gersdorf (Ritterschaft)
- Gießmannsdorf (Ritterschaft)
- Göllnitz (Amt Dobrilugk)
- Görlsdorf (Ritterschaft)
- Gollmitz (Herrschaft Drehna)
- Golßen (Ritterschaft)
- Golzig (Ritterschaft)
- Goßmar (Kämmereidorf von Luckau)
- Grabig (Ritterschaft, später Forsthaus)(existiert nicht mehr)
- Gröbitz (Amt Dobrilugk)
- Großbahren (Herrschaft Drehna)
- Groß Lubolz (Kämmereidorf von Luckau)
- Groß Radden (Kämmereidorf von Luckau)
- Gruhno (Amt Dobrilugk)
- Hennersdorf (Amt Dobrilugk)
- Hohendorf (Ritterschaft)
- Jetsch (Ritterschaft)
- Karche (Kämmereidorf von Luckau)
- Kasel (Ritterschaft)
- Kirchhain (Amt Dobrilugk)
- Kleinbahren (Herrschaft Drehna)
- Klein Radden (Kämmereidorf von Luckau)
- Kreblitz (anteilig, Ritterschaft, Amt Storkow/Kurfürstentum Brandenburg)
- Krossen (Ritterschaft)
- Kümmritz (Ritterschaft)
- Landwehr (Ritterschaft)
- Lichtena (Amt Dobrilugk)
- Lichtenau (Ritterschaft)
- Liedekahle (Ritterschaft)
- Lieskau (Amt Dobrilugk)
- Lindena (Amt Dobrilugk),
- Luckau (Kreisstadt)
- Lugau (Amt Dobrilugk)
- Münchhausen (Amt Dobrilugk)
- Neuendorf (Ritterschaft)
- Nexdorf (Amt Dobrilugk)
- Niewitz (Kämmereidorf von Luckau)
- Oderin (Ritterschaft)
- Oppelhain (Amt Dobrilugk)
- Pademack (Herrschaft Drehna)
- Paserin (Ritterschaft)
- Pelkwitz (Ritterschaft)
- Pickel (Ritterschaft)
- Pitschen (Ritterschaft)
- Ponnsdorf (Amt Dobrilugk)
- Presenchen (Herrschaft Drehna)
- Prierow (Ritterschaft)
- Prießen (Amt Dobrilugk)
- Radensdorf (Ritterschaft)
- Rehain (Herrschaft Drehna)
- Reichwalde (Kämmereidorf von Luckau)
- Riedebeck (Ritterschaft)
- Rietzneuendorf (Ritterschaft)
- Rückersdorf (Amt Dobrilugk)
- Rutzkau (Amt Dobrilugk)
- Sagritz (anteilig, Ritterschaft/Kämmereidorf von Luckau),
- Sallgast (Ritterschaft)
- Sando (Kämmereidorf von Luckau)
- Schadewitz (Amt Dobrilugk)
- Schacksdorf (Amt Dobrilugk)
- Schäcksdorf (Ritterschaft)
- Schenkendorf (Ritterschaft)
- Schiebsdorf (Kämmereidorf von Luckau)
- Schilda (Amt Dobrilugk)
- Schlabendorf am See (anteilig, Ritterschaft, Kurfürstentum Brandenburg)
- Schönborn (Amt Dobrilugk)
- Schöneiche (Ritterschaft)
- Schönwalde (Kämmereidorf von Luckau)
- Schollen (Kämmereidorf von Luckau)
- Schrakau (Herrschaft Drehna)
- Sellendorf (Ritterschaft)
- Sorno (bis etwa 1971 Deutsch Sorno, Amt Dobrilugk)
- Staupitz (Amt Dobrilugk)
- Stiebsdorf (Herrschaft Drehna)
- Stoßdorf (Ritterschaft)
- Trebbinchen (Ritterschaft)
- Trebbus (Amt Dobrilugk)
- Tröbitz (Amt Dobrilugk)
- Tugam (Herrschaft Drehna)
- Uckro (Ritterschaft)
- Waldow (Ritterschaft)
- Waltersdorf (Ritterschaft)
- Wanninchen (Ritterschaft)
- Weißack (Ritterschaft)
- Werenzhain (Amt Dobrilugk)
- Wierigsdorf (Kämmereidorf von Luckau)
- Wittmannsdorf (Kämmereidorf von Luckau)
- Zaacko (Kämmereidorf von Luckau)
- Zauche (Ritterschaft)
- Zieckau (Ritterschaft)
- Zöllmersdorf (Kämmereidorf von Luckau)
- Zürchel (Ritterschaft)
- Zützen (Ritterschaft)

In sogenannter Mitleidenschaft (in Steuersachen und in der ständischen Ordnung) mit dem Luckauischen Kreises standen das Amt Dobrilugk und die Herrschaft Sonnewalde, letztere wurde aber zum Kurkreis des Kurfürstentums Sachsen gerechnet und war in Justiz-, Kameral- und Kirchensachen den Zentralbehörden in Dresden unterstellt. Amt Dobrilugk und Herrschaft Sonnewalde hatten Sitz und Stimme in der Herrenkurie der niederlausitzischen Ständeversammlung.
In der Kreisreform von 1816 wurde der Kreis, nun häufiger Kreis Luckau, später auch Landkreis Luckau genannt, neu zugeschnitten. Die Ämter Dobrilugk, Finsterwalde und die Herrschaft Sonnewalde wurden in den Kreis voll eingegliedert. Diverse Enklaven benachbarter Kreise und Exklaven in benachbarten Kreisen wurden den sie jeweils umgebenden Kreisen zugeordnet. Kreisstadt blieb aber Luckau. Eine weitere Neugliederung und einen Neuzuschnitt erfuhr der Kreis Luckau in der Kreisreform von 1952 in der damaligen DDR.

## Landesälteste
In den Kreisen wurde jeweils ein Landesältester aus dem Adel gewählt. Im Gubenischen und Luckauischen Kreis wurde zusätzlich noch jeweils ein Landesältester aus dem Bürgertum der beiden Städte gewählt.

### Adlige Landesälteste
Im Wesentlichen nach Martin Stahn:
- 1649 bis 1662 Heinrich von Birckholtz, Kümmritz
- 1649/50 Kaspar Ernst von Karaß (von Karras), auf Krossen
- 1662/63 George Friedrich Graf zu Solms, Sonnenwalde, Herrschaft Solms-Sonnewalde
- 1663 bis 1668 Johann Ernst von Schlieben, Oderin, Kapitänleutnant
- 1668 bis 1678 (†) Kaspar Ernst von Karaß (von Karras), Krossen, Obristwachtmeister
- 1679 bis 1710 Siegfried Seyfried von der Dahme, Zieckau, Konsistorialrat
- 1710 bis 1740 Siegfried Seyfried von der Dahme, Zieckau, Leutnant und Sohn des Vorgängers
- 1740 bis 20. März 1752 (†) Hans Ernst von Karaß (von Karras), Schenkendorf, Fürstentum Weißenfels, Hausmarschall und Landrichter[9][10]
- 1752 bis 31. Oktober 1782 (†) Karl Siegmund von Zeschau, zu Garrenchen
- 1783 bis 20. Dezember 1797 (†) Kaspar Siegmund von Langen(n), zu Bornsdorf (sein Wappen Dorfkirche Bornsdorf)
- 1798 bis 1833 Christian Wilhelm Theodor von Thermo auf Zieckau, Landesältester[11]

### Bürgerliche Landesälteste der Stadt Luckau
nach Martin Stahn
- 1649 Johann Bötger
- 1650 Donat Hartmann
- 1653 Matthäus Briesmann
- 1655 Johann Schilling
- 1657 Valentin Exß
- 1663 Thomas Georgi
- 1665 Christoph Hentzsche
- 1682 bis 19. September 1706 (†) Ernst Michael Hettenbach
- 1707 bis 10. Februar 1709 (†) Johann Heinrich Exß
- 1709 bis 20. Februar 1712 (†) Ehrenfried Herrmann
- 1714 bis 10. Februar 1722 (†) Johann August Jahn
- 1722 bis 3. November 1724 Gottfried Meusel
- 1725 bis 24. Oktober 1742 Dr. Johann Wilhelmi[13]
- 1743 bis 12. September 1753 Dr. Johann Christian Oelsel
- 1754 bis 7. November 1769 Johann Wilhelm Leberecht Paßerin
- 1770 bis 1777 Johann Friedrich Gotthelf Loescher
- 1779 bis 30. Mai 1806 (†) Christian Gottlieb Wehner
- 1807 bis (1816) Johann Gottfried Wilhelm Siegesmund Richter

## Landesdeputierte
nach Martin Stahn:
- 1666 bis 1668 Kaspar Ernst von Karaß (von Karras), Krossen, Obristwachtmeister
- 1668 bis 1669 Joachim von Stutterheim, auf Golßen und Sellendorf
- 1669 bis 1678 Siegmund Seyfried von der Dahme, Zieckau
- 1678 bis 1682 Christian von Stutterheim, Pitschen[14]
- 1682 bis 1703 Joachim Heinrich von Stutterheim, Rietzneuendorf
- 1703 bis 1712 (†) Ulrich Seyfried von Wolffersdorf, Bornsdorf
- 1712 bis 1732 Siegmund Ernst von Karaß (von Karras), auf Jetsch
- 1732 bis 1736 Seyfried Wilhelm von Stutterheim, auf Waldow
- 1736 bis 9. Mai 1741 Hans Kaspar von Minkwitz, auf Groß Jehser
- 1741 bis 1746 Hans Heinrich von Karaß (von Karras), auf Krossen
- 1746 bis 1775 (†) Joachim Wilhelm von Schlieben, auf Oderin und Jetsch
- 1776 bis 1783 Kaspar Siegmund von Langen, auf Bornsdorf
- 1783 bis 1798 Christian Wilhelm Theodor von Thermo, Leutnant, auf Zieckau
- 1798 bis 1804 August Friedrich von Schlieben, Leutnant, Lehnsvorwerke Sorge
- 1805 bis 1821 Christoph Ernst von Houwald, auf Craupe und Sellendorf